# 앨빈 플랜팅가
앨빈 플랜팅가(Alvin Plantinga, 1932년 11월 15일 ~ )는 미국의 철학학회 회장과 미국 기독교 철학회 회장을 역임한 분석 철학자이다. 부친 코닐리어스 A. 플랜팅가와 어머니 래티 G. 보센브록으로부터 미시간 주 앤 아버에서 태어어났다. 칼빈 칼리지(B.A.)과 미시건 대학교(M.A.)를 거쳐 예일 대학교(Ph.D.)에서 철학을 공부하였으며, 여러 대학에서 철학을 가르쳤다. 현재, 노터데임 대학교의 명예교수와 칼빈대학의 석좌교수이면서 많은 학문적 활동을 하고 있다. 리처드 스윈번이 ‘하나님의 주도적인 철학자’라고 불렀던 그는 지난 30년 동안 일어났던 기독교철학의 부흥을 주도했으며, 기독교철학자회 회장과 미국 철학회 회장을 역임한 바 있다. 니컬러스 월터스토프, 윌리엄 올스턴, 리처드 마우 등과 더불어 미국 기독교철학회(the Society of Christian Philosophers)를 세웠으며, 학술지 신앙과 철학(Faith and Philosophy)을 창간했다.
플랜팅가는 분석철학뿐만 아니라 종교철학, 인식론, 형이상학, 기독교 변증학과 관련된 그의 저서로 널리 알려져 있다. 대표적인 저서는 다음과 같다. God and Other Minds (1967), The Nature of Necessity (1974), Warranted Christian Belief (2000).
그는 기포드 강연(Gifford Lectures)을 두 번 했으며 잡지 《타임》은 "미국에서 신에 대하여 주도적인 정통 신교 철학자(America's leading orthodox Protestant philosopher of God)"라고 기술했다. 그는 미국 예술과 과학 아카데미 (American Academy of Arts and Sciences)의 회원이다. 니컬러스 월터스토프와 더불어 미국의 철학회를 주도하는 인물로 2017년 템플턴상을 받았다.

## 철학적 견해
플랜팅가 (Plantinga)는 어떤 사람들에게 있어서는 논증의 요구없이도 하나님은 기본적인 신앙(a basic belief)으로 존재한다는 것을 알 수 있다고 주장했다.

## 악의 문제
플랜팅가는 악에 대한 논리적 문제 즉 악의 존재가 전능하시며 전지하시며 선하신 하나님의 존재와 논리적 모순이라고 주장하는 것을 논박하려고 시도한 1965년 막스 블랙(Max Black)이 편집 한 책에서 "자유의지의 방어"(free will defense)를 제안했다. 플랜팅가는 주장하기를 전능한 존재인 하나님은 악을 결코 선택할 수 없는 자유로운 피조물로 세상을 창조하지 않을 수있고 더 나아가 자비로운신 존재인 하나님은 만약 도덕적인 선이 자유로운 도덕적 피조물을 요구한다면 악을 포함한 세계를 창조할 수도 있다고 한다,

## 개혁주의 인식론(reformed epistemology)
플랜팅가는 개혁주의 인식론에 공헌을 하였다. 개혁주의 인식론에 의하면 하나님을 믿는 것은 하나님의 존재에 논의나 증거없이도 이성적으로 또 정당하게 가능하다고 한다. 개혁주의 인식론이란 지식의 본질(인식론)을 종교적 믿음(beliefs)에 적용한 철학적 사상이다. 플랜팅가에 따르면 개혁주의 인식론은 믿음이 증거보다도 더 정당화될 수 있다고 한다. 그것과 대조적으로 증거주의의 입장은 비록 증거보다도 믿음이 유익할 수도 있지만 믿음은 인식적 임무(duty)를 침범하는 것이라고 한다. 개혁주의 인식론의 견해를 주장하는 사람으로 앨빈 플랜팅가외에도 윌리엄 알스턴, 니콜라스 월터스토프 등이 있다.

## 주요 작품들
- God and Other Minds. Ithaca: Cornell University Press. 1967. rev. ed., 1990. ISBN 0-8014-9735-3
- The Nature of Necessity. Oxford: Clarendon Press. 1974. ISBN 0-19-824404-5
- God, Freedom, and Evil. Grand Rapids: Eerdmans. 1974. ISBN 0-04-100040-4
- Does God Have A Nature? Wisconsin: Marquette University Press. 1980. ISBN 0-87462-145-3
- Faith and Rationality: Reason and Belief in God (ed. with Nicholas Wolterstorff). Notre Dame: University of Notre Dame Press. 1983. ISBN 0-268-00964-3
- Warrant: the Current Debate. New York: Oxford University Press. 1993. ISBN 0-19-507861-6
- Warrant and Proper Function. Oxford: Oxford University Press. 1993. ISBN 0-19-507863-2
- Warranted Christian Belief. New York: Oxford University Press. 2000. ISBN 0-19-513192-4 online
- Essays in the Metaphysics of Modality. Matthew Davidson (ed.). New York: Oxford University Press. 2003. ISBN 0-19-510376-9
- Knowledge of God (with Michael Tooley). Oxford: Blackwell. 2008. ISBN 0-631-19364-2
- Science and Religion (with Daniel Dennett). Oxford: Oxford University Press. 2010 ISBN 0-19-973842-4
- Where the Conflict Really Lies: Science, Religion, and Naturalism. Oxford: Oxford University Press. 2011. ISBN 0-19-981209-8
- Knowledge and Christian Belief. Grand Rapids: Eerdmans. 2015. ISBN 0802872042

## 같이 보기
- 니콜라스 월터스토프(Nicholas Wolterstorff)
- 윌리엄 알스턴(William Alston),
- 리처드 마우